# Hrvatski nogometni savez
Die Hrvatski nogometni savez (HNS) (deutsch Kroatischer Fußballverband)
ist der Fußballverband Kroatiens mit Sitz in Zagreb. Verbandspräsident ist seit Juli 2021 Marijan Kustić.

## Geschichte
Der kroatische Fußballverband wurde 1912 gegründet und 1941 erstmals Mitglied des Weltfußballverbandes (FIFA). Nach dem Zweiten Weltkrieg wurde er ein Teilverband des jugoslawischen Fußballverbandes. Mit dem Zerfall Jugoslawiens und der Unabhängigkeit Kroatiens entstand wieder ein eigenständiger Verband, der seit 1992 erneut Mitglied der FIFA ist.
Die kroatische Fußballnationalmannschaft bestreitet jährlich mehrere Länderspiele und nimmt an internationalen Wettbewerben teil.

## Bewerbung für die Euro 2012
Kroatien bewarb sich zusammen mit dem ungarischen Fußballverband für die Austragung der Fußball-Europameisterschaft 2012. Am 18. April 2007 gab das UEFA-Exekutivkomitee in Cardiff bekannt, dass die gemeinsame Bewerbung Polens und der Ukraine den Zuschlag erhalten hat.

## UEFA-Fünfjahreswertung
Platzierung in der UEFA-Fünfjahreswertung:
(in Klammern die Vorjahresplatzierung). Die Kürzel CL, EL und CO hinter den Länderkoeffizienten geben die Anzahl der Vertreter in der Saison 2026/27 der Champions League, der Europa League sowie der Conference League an.
- 19.  (23)  Zypern (Liga, Pokal) – Koeffizient: 27.537 – CL: 1, EL: 1, CO: 2
- 20.  (25)  Schweden (Liga, Pokal) – Koeffizient: 27.125 – CL: 1, EL: 1, CO: 2
- 21.  (20)  Kroatien (Liga, Pokal) – Koeffizient: 27.025 – CL: 1, EL: 1, CO: 2
- 22.  (19)  Serbien (Liga, Pokal) – Koeffizient: 25.500 – CL: 1, EL: 1, CO: 2
- 23.  (18)  Ukraine (Liga, Pokal) – Koeffizient: 24.400 – CL: 1, EL: 1, CO: 2

Stand: Ende der Europapokalsaison 2024/25